# Velká Británie na Letních olympijských hrách 1904
Velkou Británii na Letních olympijských hrách v roce 1904 v americkém Saint Louis reprezentovalo 6 mužů ve 3 sportovních odvětvích.

## Medailová umístění
| Medaile | Jméno     | Sport    | Disciplína               |
| ------- | --------- | -------- | ------------------------ |
| Zlato   | Tom Kiely | Atletika | Muži desetiboj           |
| Stříbro | John Daly | Atletika | Muži 2590 m steeplechase |